# クエーカー・コンソーシアム
クエーカー・コンソーシアム（英: Quaker Consortium）はフィラデルフィアにある3つの私立リベラル・アーツ・カレッジ（スワースモア大学、ハバフォード大学、ブリンマー大学）と研究型大学であるペンシルベニア大学との連携組織である。
この協定により、学生はコンソーシアムの他校のコースに入学することができる。

## 解説
このコンソーシアムの名称は、フィラデルフィア地域とコンソーシアム加盟校の設立・運営にクエーカー教徒が歴史的に影響を与えたことに由来する。
三大学コンソーシアムのメンバーである3つのリベラル・アーツ・カレッジは、それぞれのキャンパス間の移動に無料のシャトルサービスを提供している。リベラル・アーツ・カレッジとペンシルベニア大学の間には、そのようなサービスはない。ペンシルベニア大学に行きたい学生は、車で行くか、南東ペンシルベニア交通局（SEPTA）のパオリ/ソーンデール線またはメディア/ワワ線の電車に乗らなければならない。ハバフォード大学とブリンマー大学の学生は、ノリスタウン高速線に乗ってアッパー ダービーの 69 番街交通センターまで行き、そこで SEPTA のマーケット - フランクフォード線に乗り換えてペンシルベニア大学に行くこともできる。 リベラル・アーツ・カレッジの一部のプログラムでは、これらの SEPTA の運賃を補助している。
歴史的に、3つのリベラル・アーツ・カレッジの学生は、ペンシルベニア大学の学部生よりも（ペンシルベニア大学が提供する膨大なカリキュラムのために）コンソーシアムを利用する頻度が高い。例えば、2006年には、約150人のブリンマー大学の学生がペンシルベニア大学で授業を受けたが、ペンシルベニア大学の学生は3つのリベラル・アーツ・カレッジで5人しか授業を受けなかった。
- ブリンマー大学
アードマン・ホール
- ハバフォード大学
ファウンダーズホール
- スワースモア大学
パリッシュホール
- ペンシルベニア大学
四角形寮（英語版）